# 塞爾布桑夫特山
46°49′54.1″N 8°58′41.6″E / 46.831694°N 8.978222°E
塞爾布桑夫特山（Hinter Selbsanft），是瑞士的山峰，位於該國東部，由格拉魯斯州負責管轄，屬於格拉魯斯山的一部分，海拔高度3,083米，每年平均降雨量1,929毫米。

## 外部連結
- Selbsanft on Hikr （页面存档备份，存于）